# Spare Parts (Status Quo)
Spare Parts è il secondo album del gruppo rock britannico Status Quo, uscito nel settembre del 1969.

## Il disco
Ultimo album di stampo psichedelico inciso dal celebre gruppo inglese, è connotato da una netta virata verso folti arrangiamenti orchestrali, che vengono molto elogiati dalla critica ma poco premiati dal pubblico.
Tuttavia, l'inatteso insuccesso commerciale del disco costringe la band ad una vera e propria rivoluzione che si trasforma presto in nuovo clamoroso trampolino di lancio: gli Status Quo decidono di abbandonare la psichedelia e, a partire dal successivo album Ma Kelly's Greasy Spoon, stravolgono completamente il loro modo di fare musica, cominciando a sperimentare la produzione di puro hard rock ricco di venature blues che, per almeno qualche decennio, farà di loro una delle band di maggior successo del Regno Unito.
Singoli: Are You Growing Tired of My Love (n. 46 UK)

## Tracce
Lato A
1. Face Without a Soul - 3:11 - (Rossi/Parfitt)
2. You're Just What I Was Looking for Today - 3:51 - (Goffin/King)
3. Are You Growing Tired of My Love - 3:39 - (King)
4. Antique Angelique - 3:25 - (Lancaster/Young)
5. So Ends Another Life - 3:14 - (Lancaster)
6. Poor Old Man - 3:40 - (Rossi/Parfitt)

Lato B
1. Mr Mind Detector - 4:03 - (King)
2. The Clown - 3:26 - (Young/Hallet/Nikson)
3. Velvet Curtains - 3:00 - (King)
4. Little Miss Nothing - 3:04 - (Rossi/Parfitt)
5. When I Awake - 3:53 - (Lancaster/Young)
6. Nothing at All - 3:59 - (Lynes/Young/Lancaster)

Tracce bonus dell'edizione CD 1998
1. The Price of Love - 3:42 - (Everly/Everly)
2. Josie - 3:37 - (Di Mucci/Fasce)
3. Do You Live in Fire - 2:17 - (Lancaster)
4. Hey Little Woman - 3:00 - (Lancaster)
5. Are You Growing Tired of My Love - 3:39 - (King)

Tracce bonus dell'edizione CD 2003 "Stereo LP
1. Josie (Unissued at the Time) - 3:37 - (Di Mucci/Fasce)
2. Do You Live in Fire (Unissued at the Time) - 2:16 - (Lancaster)

Tracce bonus dell'edizione CD 2003 "Mono LP
1. Nothing at all (Part of Demo Previously Unissued) - 2:22 - (Lynes/Young/Lancaster)
2. The Price of Love (Mono A Side) - 3:42 - (Everly/Everly)

## Formazione
- Francis Rossi (chitarra solista, voce)
- Roy Lynes (organo, pianoforte)
- Rick Parfitt (chitarra ritmica, voce)
- Alan Lancaster (basso, voce)
- John Coghlan (percussioni)